# Kingsbridge
Kingsbridge este un oraș în comitatul Devon, regiunea South West, Anglia. Orașul se află în districtul South Hams.